# Chlidanthus
Chlidanthus is een geslacht van bolgewassen uit de narcisfamilie (Amaryllidaceae). De soorten komen voor van Peru tot in Argentinië.

## Soorten
- Chlidanthus boliviensis Traub & I.S.Nelson
- Chlidanthus fragrans Herb.
- Chlidanthus soratensis (Baker) Ravenna
- Chlidanthus yaviensis (Ravenna) Ravenna

... · 
Acis · 
Amaryllis · 
Boophone · 
Clivia · 
Crinum (Haaklelie) · 
Galanthus (Sneeuwklokje) · 
Hippeastrum · 
Hymenocallis · 
Leucojum (Narcisklokje) · 
Narcissus (Narcis) · 
Pancratium · 
Scadoxus · 
Sprekelia · 
Sternbergia · 
...